# Liste der Fornminnen in Eringsboda

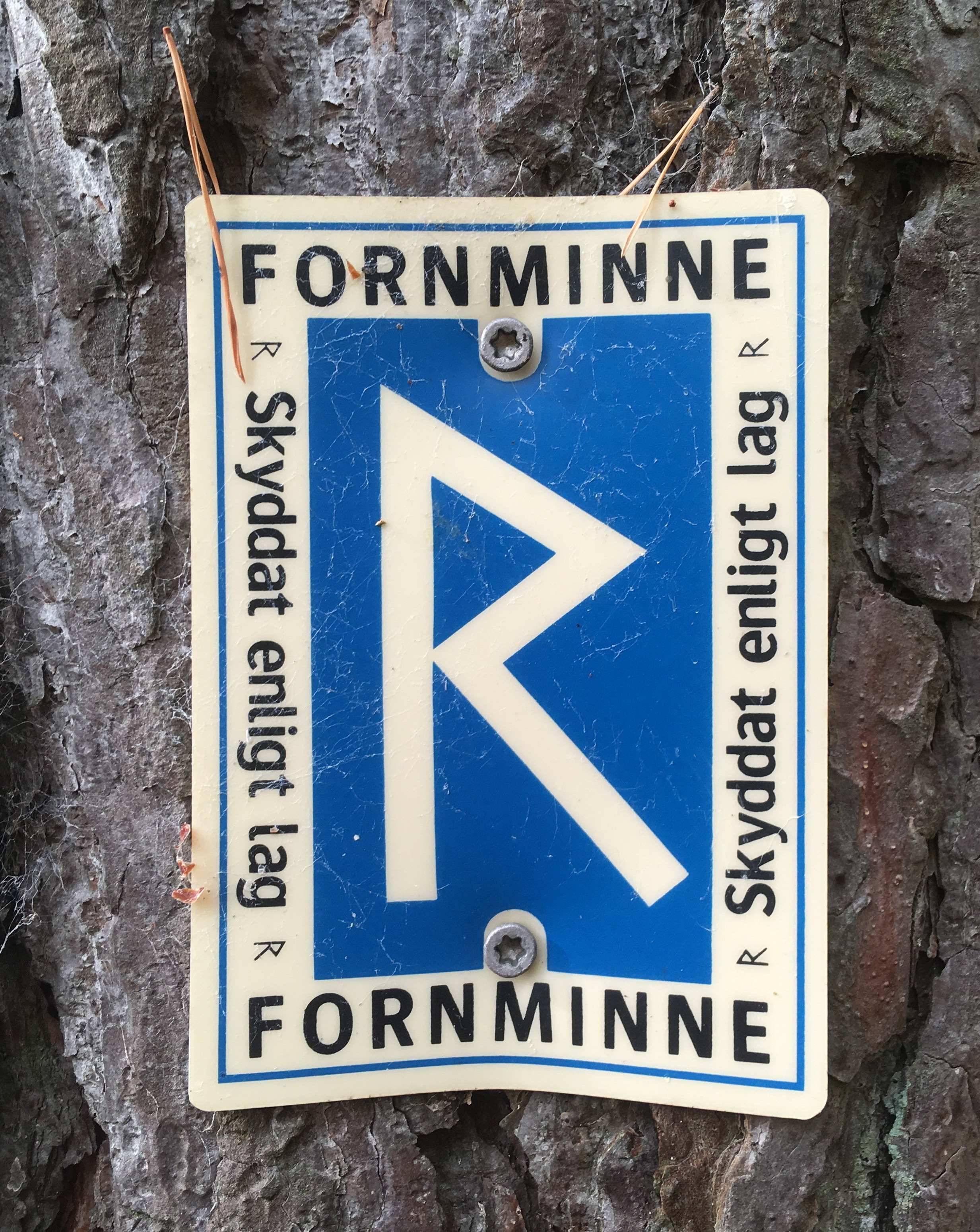
Zeichen für „Fornminnen“ in Schweden

Diese Liste der Fornminnen in Eringsboda zeigt die „Alten/antiken Denkmale“ (schwedisch fornminnen) im ehemaligen Socken Eringsboda in der heutigen Gemeinde Ronneby der südschwedischen Provinz Blekinge län, sie ist eine Teilliste der „Liste der Fornminnen in Blekinge“. Die Aufteilung basiert auf der historischen Zuordnung der Gebiete in Socken (siehe auch) und der Einteilung des Zentralamts für Denkmalpflege Riksantikvarieämbetet (RAÄ). Es werden die Fornminnen aufgeführt, die auf dem Suchdienst „Fornsök“ registriert sind, welcher weitere Informationen zu den bekannten kulturhistorischen Überresten in Schweden enthält.

## Begriffserklärung
Fornminnen (schwedisch für alte/antike Denkmale oder archäologische Funde) sind in Schweden alte Objekte und archäologische Funde (Fornlämningar), welche die Überreste menschlicher Aktivitäten in der Vergangenheit bezeichnen, die durch frühere Nutzung entstanden sind und dauerhaft aufgegeben wurden. Dabei gilt für Fornminnen, die vor 1850 entstanden sind, dass sie automatisch durch das Gesetz geschützt sind. Aber auch jüngere Überreste können zu Bodendenkmalen erklärt werden, wenn sie sich an ihrem ursprünglichen Standort befinden und weitgehend erdgebunden sind. Als Fornminnen zählen u. a. Siedlungen und Siedlungsreste aus prähistorischer Zeit, Gräber und Grabstätten, Burgruinen, Ruinen von Klöstern, Kirchen und Schlössern, Steine und Felsen mit Inschriften und Bildern (z. B. Runensteine und Petroglyphen), insofern sie nicht schon als Einzeldenkmal unter Byggnadsminnen (schwedisch für Baudenkmale) oder kyrkliga Kulturminnen (schwedisch für kirchliches Kulturgut) ausgewiesen sind.

## Legende
| ID           | = | ID.Nr. des Denkmalregisters (Fornsök) im schwedische Amt für nationales Kulturerbe (Riksantikvarieämbetet (RAÄ)) |
| Lage         | = | Koordinatenangabe des Standorts                                                                                  |
| Bezeichnung  | = | Bezeichnung des Denkmalobjekts (auch RAÄ-Nr.)                                                                    |
| Beschreibung | = | Name (Denkmaltyp/Dokumentenverweis im Arkivsök) sowie eine kurze Beschreibung des Objekts                        |
| Bild         | = | Bild des Objekts sowie Verweis auf weitere Bilder                                                                |

## Liste Fornminnen Eringsboda
| ID             | Lage    | Bezeichnung (RAÄ-Nr.) | Beschreibung | Bild           |
| -------------- | ------- | --------------------- | --- | -------------- |
| 10099100020001 | (Karte) | Eringsboda 2:1        | Eringsboda 2:1 (Steinkammergrab / L1979:5147) bitte Beschreibung ergänzen | Weitere Bilder |
| 10099100020002 | (Karte) | Eringsboda 2:2        | Eringsboda 2:2 (Steinhügelgrab / L1979:4601) bitte Beschreibung ergänzen | Weitere Bilder |
| 10099100030001 | (Karte) | Eringsboda 3:1        | Eringsboda 3:1 (Steinkammergrab / L1979:5148) bitte Beschreibung ergänzen | Weitere Bilder |
| 10099100040001 | (Karte) | Eringsboda 4:1        | Eringsboda 4:1 (Steinhügelgrab / L1979:5149) bitte Beschreibung ergänzen | Weitere Bilder |
| 10099100050001 | (Karte) | Eringsboda 5:1        | Eringsboda 5:1 (Steinhügelgrab / L1979:4617) bitte Beschreibung ergänzen | Weitere Bilder |
| 10099100070001 | (Karte) | Eringsboda 7:1        | Eringsboda 7:1 (Steinkammergrab / L1979:4218) (auch als schwedisch Drakarör bezeichnet) bitte Beschreibung ergänzen | Weitere Bilder |
| 10099100110001 | (Karte) | Eringsboda 11:1       | Eringsboda 11:1 (Steinhügelgrab / L1979:4878) (auch als schwedisch Pengaröset bekannt) bitte Beschreibung ergänzen | Weitere Bilder |
| 10099100130001 | (Karte) | Eringsboda 13:1       | Eringsboda 13:1 (Steinhügelgrab / L1979:4337) bitte Beschreibung ergänzen | Weitere Bilder |
| 10099100140001 | (Karte) | Eringsboda 14:1       | Eringsboda 14:1 (Steinhügelgrab / L1979:4893) bitte Beschreibung ergänzen | Weitere Bilder |
| 10099100170001 | (Karte) | Eringsboda 17:1       | Eringsboda 17:1 (Steinsetzung / L1979:4460) bitte Beschreibung ergänzen | Weitere Bilder |
| 10099100180001 | (Karte) | Eringsboda 18:1       | Eringsboda 18:1 (Steinhügelgrabp / L1979:5027) bitte Beschreibung ergänzen | Weitere Bilder |
| 10099100180002 | (Karte) | Eringsboda 18:2       | Eringsboda 18:2 (Steinhügelgrab / L1979:5151) bitte Beschreibung ergänzen | Weitere Bilder |
| 10099100290001 | (Karte) | Eringsboda 29:1       | Eringsboda 29:1 (Petroglyphe / L1979:4879) bitte Beschreibung ergänzen | Weitere Bilder |
| 10099100290002 | (Karte) | Eringsboda 29:2       | Eringsboda 29:2 (Petroglyphe / L1979:4890) bitte Beschreibung ergänzen | Weitere Bilder |
| 10099100290003 | (Karte) | Eringsboda 29:3       | Eringsboda 29:3 (Petroglyphe / L1979:4880) bitte Beschreibung ergänzen | Weitere Bilder |
| 10099100290004 | (Karte) | Eringsboda 29:4       | Eringsboda 29:4 (Petroglyphe / L1979:5366) bitte Beschreibung ergänzen | Weitere Bilder |
| 10099100290005 | (Karte) | Eringsboda 29:5       | Eringsboda 29:5 (Petroglyphe / L1979:4349) bitte Beschreibung ergänzen | Weitere Bilder |
| 10099100390001 | (Karte) | Eringsboda 39:1       | Eringsboda 39:1 (Steinhügelgrab / L1979:4231) bitte Beschreibung ergänzen | Weitere Bilder |
| 12000000053509 | (Karte) | Eringsboda 313        | Eringsboda 313 (Naturgebilde / L1978:213) natürlich gebildeter Steinblock (auch als schwedisch Kyrksoffan bekannt), ca. 1,5 x 1 m und 0,7 m hoch, in Form einer Bank mit Rückenlehne, etwa 2 km nordwestlich von Eringsboda, 3 m neben dem Weg nach Munkamåla | Weitere Bilder |